# Griante
Griante est une commune italienne de moins de 1 000 habitants située dans la province de Côme, dans la région Lombardie, dans le Nord de l'Italie.

## Administration
| Période                                  | Période  | Identité            | Étiquette    | Qualité |
| ---------------------------------------- | -------- | ------------------- | ------------ | ------- |
| 14 juin 2004                             | En cours | Pierantonio Ferrari | Lista Civica |         |
| Les données manquantes sont à compléter. |          |                     |              |         |

### Hameaux
Cadenabbia

### Communes limitrophes
Bellagio, Menaggio, Tremezzo, Varenna

### Évolution démographique
Habitants recensés

## Personnalités

### Autres
- Stendhal s'est inspiré du site de Griante dans La Chartreuse de Parme.
- L'action du roman Madame Solario (1956) se situe dans un palace de la station de Cadenabbia.